# Graphique Renko

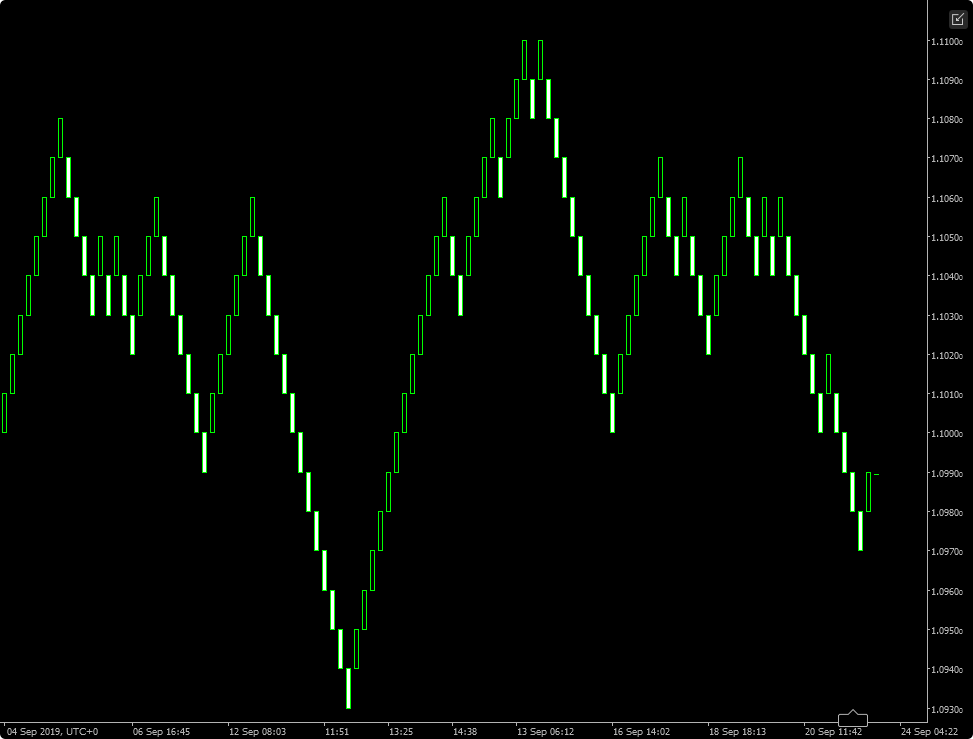
Exemple de graphique Renko sur le marché Forex pour la paire EUR/USD (euro/dollar américain)

Un graphique Renko (練行足, également écrit 練り足, neriashi) est un type de graphique financier d' origine japonaise utilisé en analyse technique qui mesure et trace la volatilité des changements de prix. Un graphique Renko consiste en briques (煉瓦, renga), dont les proponents  montrent plus clairement les  tendances du marché et augmente le ratio (ou rapport) signal-sur-bruit comparé aux typiques chandeliers japonais (candlestick charts).

## Construction
Le graphique Renko est similaire au point-and-figure dans le fait que l'horodatation est absente du graphique Renko. Les briques ne représentent que des plages de prix. Des blocs ou briques Renko sont tracées avec les règles suivantes:
(Chaque brique représente une plage de valeur qui se caractérise par des variations de cours entre la valeur minimale et la valeur maximale de la brique.)
1. La taille d'une brique est déterminée, par exemple 10 points. Toutes les briques seront tracées de cette taille.
2. La première brique est placée sur le bord gauche (pour un graphique qui se lit de gauche à droite) (en suivant la logique ad hoc).
3. Dès que le prix sort de la plage de valeur de la brique définie par la taille de la brique, une nouvelle brique est tracée.
  - soit au-dessus soit au-dessous de la brique précédente,
  - jamais à la même hauteur,
  - toujours à droite (pour un sens de gauche à droite) dans le direction de l' axe horizontal.
4. Quand la variation de prix dépasse la taille de la brique de plus d'une unité (on parle de la brique, de sa taille), le nombre respectif de briques est tracé sur le graphique.
5. Les briques inachevées ne peuvent pas être tracées tant que la variation de prix ne couvre pas la distance de la taille de la brique.
6. Les graphiques Renko n'utilisent  typiquement que les prix de clôture à une période adaptée à la plage temporelle couverte par le graphique. Par exemple, pour une fréquence hebdomadaire, alors les prix de clôture des semaines seront utilisés pour construire les briques.

## Utilité
(On peut supposer que le graphique reste d'apparence statique tant que la variation de prix ne couvre pas la distance de la taille de la brique.)
Similairement aux graphiques Kagi, les graphiques Renko aident les analystes à annuler le bruit présent sur les graphiques horodatés, se focalisent sur des variations de prix importantes, détectent support et résistance, et identifient les tendances du marché.
| Graphique Kagi                                        | Graphique Renko                                                |
| ----------------------------------------------------- | -------------------------------------------------------------- |
| Графік японських свічок EUR/USD за жовтень 2009 року. | Графік ренко для котивань євро за долар США у жовтні 2009 року |